# Günther von Bünau (Domherr)

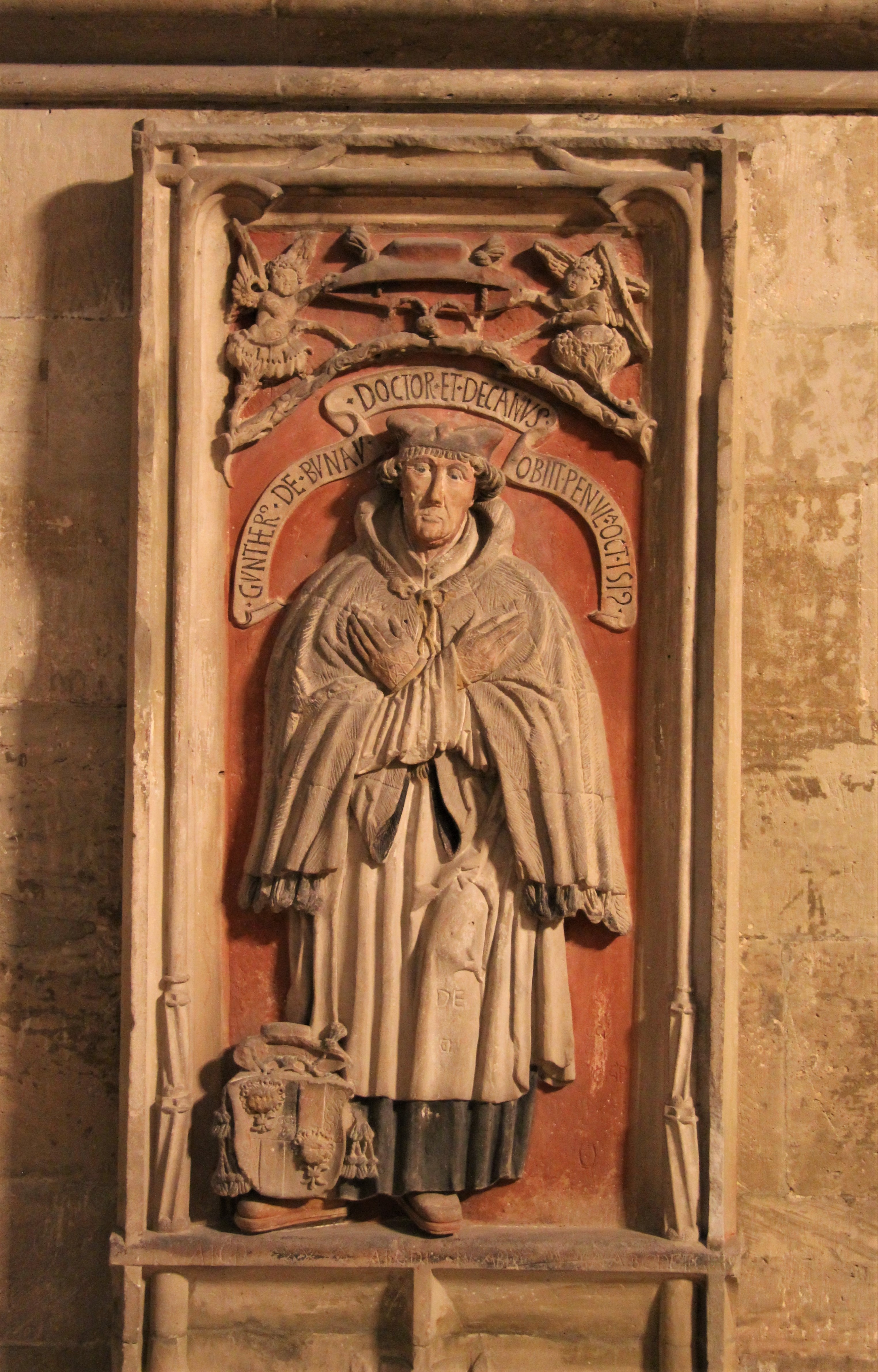
Epitaph für Günter von Bünau im Naumburger Dom

Günther von Bünau (* vor 1469; † 1519) war fast 50 Jahre lang Domherr und Domdekan des Naumburger Doms. Ebenso war er über Jahrzehnte als Vertreter der römischen Kurie tätig.

## Leben
Günter von Bünau entstammte dem Naumburger Adelsgeschlecht Bünau, das über Mitteleuropa verstreut Großgrundbesitz hatte. Er bekleidete als Domdekan das wichtigste Amt im Domkapitel. Er übte die Kontrolle und Disziplinargewalt über die Geistlichen der Domkirche aus. Als Dekan hatte er die Verpflichtung, in Naumburg zu residieren. Er konnte nur mit Erlaubnis des Kapitels für längere Zeit die Stadt verlassen. 

## Epitaph
Als Domdekan fand Günther von Bünau seine letzte Ruhestätte im Naumburger Dom und erhielt das hier abgebildete Epitaph als Ehrerweisung. Das gelbe Sandsteinepitaph befindet sich im Viereck des Westchores. Es zeigt den Geistlichen in ganzfigürlicher Darstellung, die von einem Baldachin aus Astwerk überspannt wird. Bünau wird in seinem Ornat mit langem Untergewand, einem langärmeligen Chorhemd und einer Almutia dargestellt. Das Schriftband über seinem Kopf nennt sein Naumburger Amt und seinen akademischen Grad als Doktor der Theologie. Über ihm tragen Engel einen Prälatenhut als Zeichen seiner Stellung als Apostolischer Protonotar.